# رجم الشرائرة
رجم الشرائرة هي بلدة في محافظة عمان في شمال غرب الأردن. وهي تقع إلى الشمال الغربي من العاصمة عمان وعلى مقربة من الطريق السريع 25.